# 狩野隆也
狩野 隆也（かの たかや、1959年 - ）は、日本の経営者。名古屋テレビ放送社長。

## 経歴
岐阜県出身 。1983年に早稲田大学教育学部を卒業し、名古屋テレビ放送に入社。2013年に取締役、2017年に常務取締役を経て、2019年より代表取締役社長就任。